# 全聯福利中心
全聯福利中心（英語：PX Mart），簡稱全聯、全聯集團，是臺灣連鎖超級市場，成立於1998年10月1日，目前據點數量居於臺灣各超市之冠。
全聯福利中心起初僅有66家賣場，以便宜形象著稱，購物環境和服務品質逐年提升。全聯以中小型超市為主的優勢，透過尋找量販店不曾考慮進入、購物不方便的鄉村區域，以鄉村包圍城市策略快速布點展店，並陸續併購楊聯社、善美的超市、台北農產運銷公司超市、全買大賣場／超市部分分店、松青超市等，強化生鮮、壯大營運規模，截至2025年8月1日止，其超市分店數共計為1,235家，成為台灣最大的本土超市，包含小型超市「全聯imart」4家、小型超市「全聯mini」5家，另有量販店「大全聯」20家、美商街「大全聯鮮食集」1家。

## 店面型態

### 標準型超市

#### 一代店

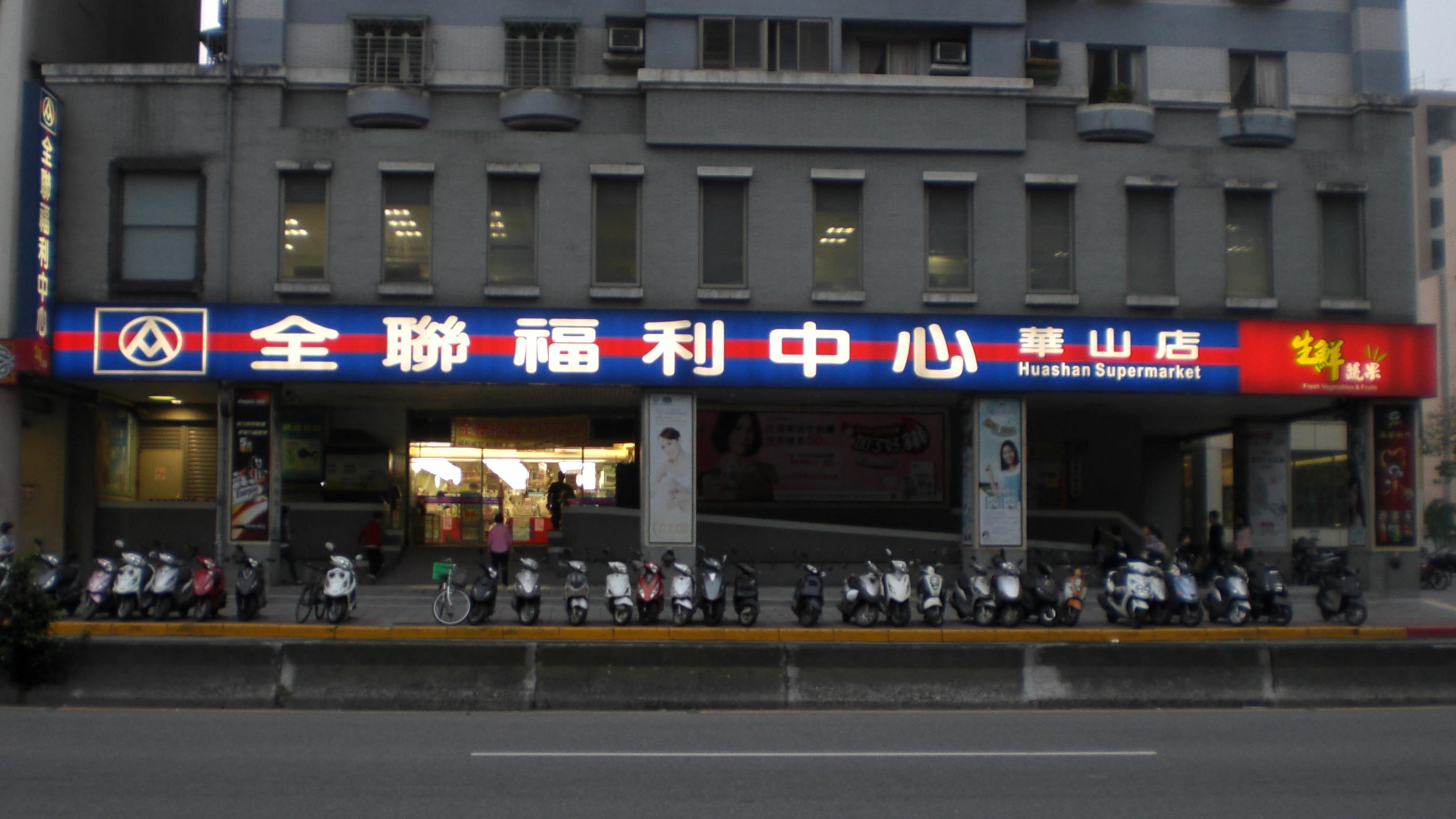
全聯福利中心華山門市，為第一間開始販售生鮮商品的門市。2樓為全聯實業第一代總部

起初以販售食品乾貨、生活雜貨用品為主。後部分門市開始販售生鮮商品、設置美妝專區等。

#### 二代店
2014年7月，接手自全買大賣場/生鮮超市的9間分店陸續開業，皆以二代店形式進行實驗，針對雲嘉南地區消費者的在地化需求，將生鮮比例提高50%，規劃6大區域：蔬菜、水果、鮮魚、精肉、調理、麵包等。特別經營在地農產品，設立農家直採專區，蔬果以裸賣呈現，強調「平價消費‧地產地銷」；以半開放式裸賣台做面對面販售漁港漁獲；首度設立現烤麵包區，以專業烘焙坊規格等級呈現，另外，新增烤、煎、煮、炸等多樣化調理熟食區，包括烤炸物、禽肉熟食、滷味、壽司、蒸物、便當、湯品、涼拌小菜等。目前共計有9家店營運中，包含雲嘉南地區的8家分店：嘉義民權門市、佳里安西門市、白河國泰門市、新營金華門市、斗六鎮南門市、朴子四維門市、嘉義興業二門市、麻豆中正門市；原為全買大賣場時期面積最大的嘉義榮昌門市已於2016年2月結束營業。此外，宜蘭地區亦開設有1家宜蘭泰山門市。

#### 三代店
首家三代店為2016年開幕的店王「泰山全興門市」，透過全聯前總裁徐重仁的居中牽線，三代店由在日本有超過800間超市改裝經驗的「超市改造王」設計師西川隆設計或改造，包含最美的台中市政店，以及天母天玉門市、松山民有門市、信義莊敬門市、士林德行東門市、內湖網球埸門市、大安敦南門市、中和新生門市、南港旗艦門市等，改裝後業績平均成長5成，以350坪的店王泰山全興門市為例，不只是生鮮、熟食、現烤阪急麵包業績3冠王，月平均業績約達3,000萬元，年營收約3.6億元，是平均值1億多元的3倍。然而西川店的開店成本要3,500萬元，約為一般店1,800萬至1,900萬元的2倍，要能快速複製西川隆風格，就得有因應對策。為了取得成本與質感的平衡，因此以「西川元素」改裝其他門市。像是以台灣在地的燈具取代日本進口燈具、木製格欄改為鐵製並貼上木質紙，讓「西川元素」店型改裝成本下降至約1,900萬元。截至2019年9月22日，已有112家分店呈現「西川店」的氛圍與質感。

### 小型超市

#### 全聯imart

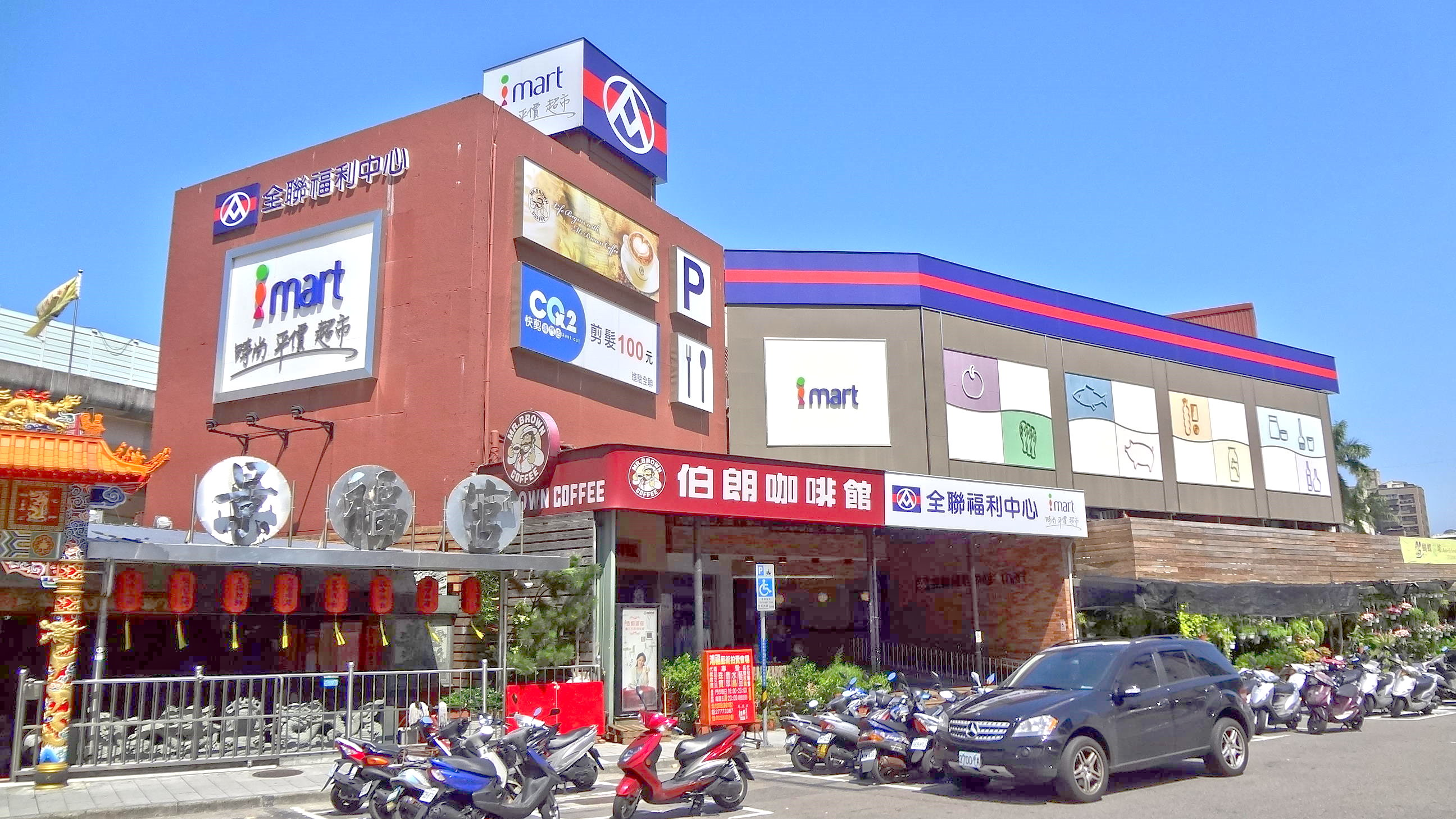
全聯福利中心接收台北農產超市後，2012年改造為第一間imart的大安延吉門市（後經測試，店型目前已轉換為店中店型的三代店）

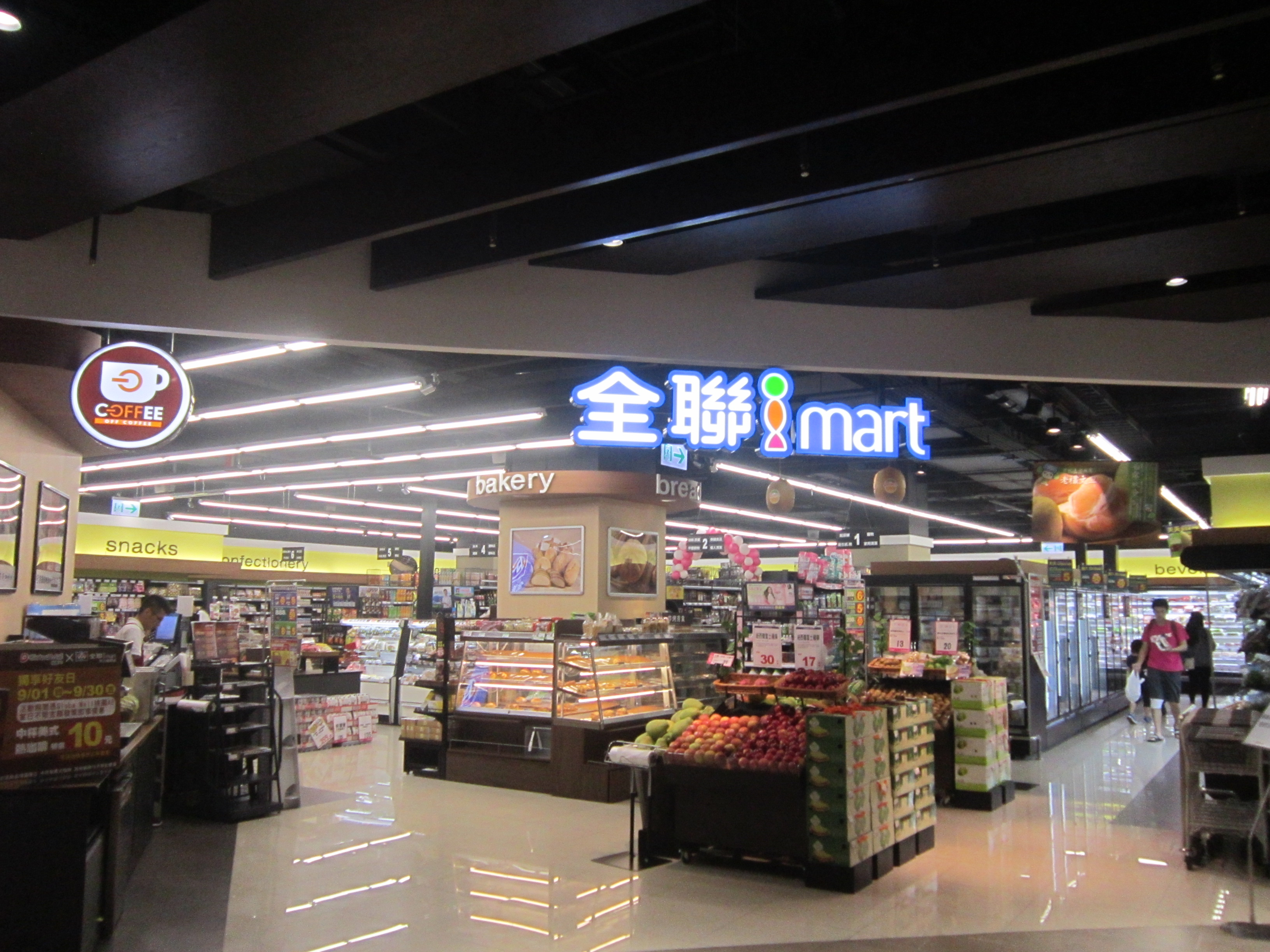
位於環球桃園A8店內的全聯福利中心林口復興門市，為imart店型，已於2023年結束營業。

首家imart門市為2012年開幕的大安延吉門市，強調時尚享受、平價消費，首度新增即時熟食區、鮮魚處理區、店內用餐區及燒肉區、紅酒區，初始階段屬於測試性質，亦為二、三代店的雛型先驅（後已於2021年1月新增附設無印良品成為店中店型，並於2022年8月改裝為三代店）。在2014年接手自全買大賣場/生鮮超市的分店以二代店之性質開出後，全聯陸續開設的imart品牌屬性即轉換為坪數只有60～80坪的小型超市，主打即食、即飲商品，強調方便性，為後續開設全聯mini輕超市的雛型先驅；其中亦有進駐百貨商場的店點，目前共計有4家店營運中，包含南港中信門市、中山松江門市、新埔捷運門市、亞東捷運門市，另大安延吉門市已轉為三代店，已歇業的店點如大安四維門市、林口復興門市、廣三SOGO門市等。

#### 全聯mini輕超市
首家門市於2018年開設在台北市主要的都會商圈，營業面積約80至100坪，品項數規劃為3,600項，生鮮、日用品均有，由於營業面積比較小，是縮小版的全聯，因此店名設定為「mini」，最大的特色就是引進多樣化的熟食料理，強化生鮮、烘焙與咖啡。
目前共計有5家店營運中，包含信義信安門市（西川隆親自設計）、中山建國北門市、文山羅斯福門市、板橋僑中門市、竹北縣府門市等。

## 沿革

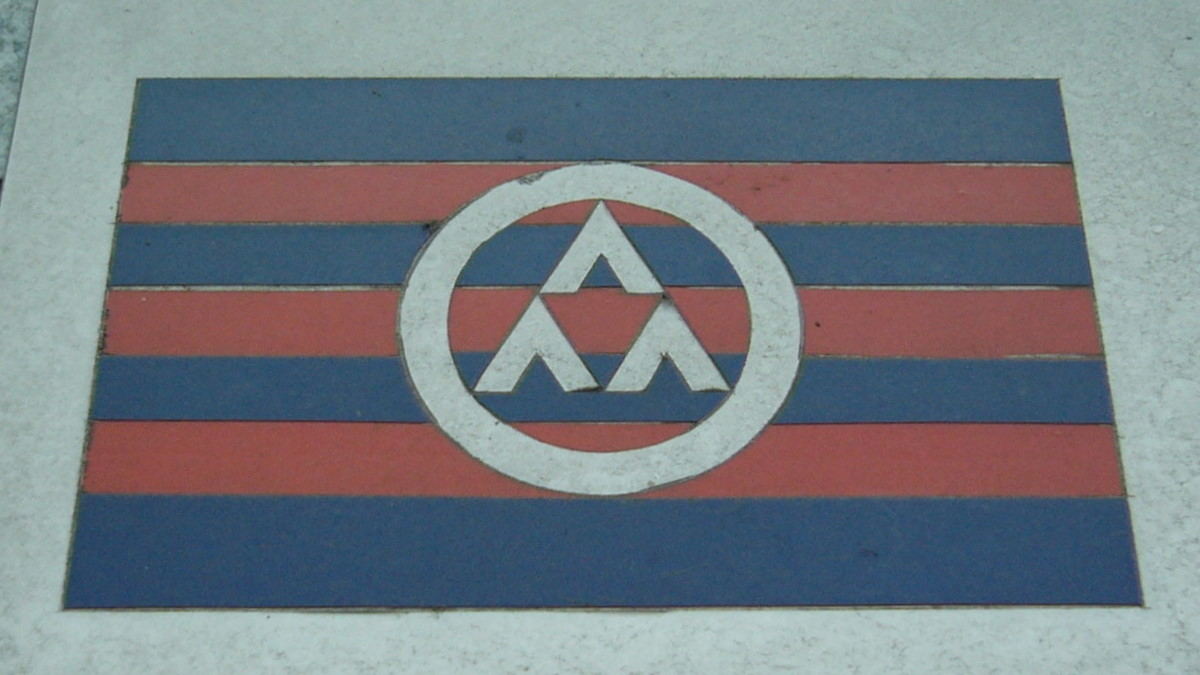
中華民國消費合作社共同標誌

- 1974年11月22日，為改善公教人員生活，行政院「台(63)人政肆字第27900號函」訂定頒布〈行政院試辦供應公教人員生活必需品計畫要點〉，由辦理中華民國國軍福利品供應業務的國防部福利總處兼辦公教人員福利品供應業務而成立「軍公教福利中心」。試辦計畫先於臺北市與南投縣中興新村辦理，後於1975年7月於各縣市全面辦理。軍公教福利中心不必繳營業稅且有政府補助，所以商品價格只有一般通路的七到八折，凡具有公務員身分的軍公教人員以「軍公教購物證」進場採買。
- 1989年，中華民國國防部決定，國防部福利總處各福利站專營國軍福利品供應業務。1989年4月29日，行政院「台(78)人政肆字第12113號函」核定〈各機關學校員工（生）消費合作社供應公教人員日常生活必需品實施計畫〉，改由公教人員組織消費合作社接辦公教福利品供應業務，並委託「中華民國機關團體員工消費合作社聯合社」（簡稱全聯社）辦理公教人員生活必需品之統一議價及供貨事宜，同樣享有政府優惠。
- 1998年，因全聯社辦理公教人員福利品業務屢有違約情事，行政院人事行政局終止全聯社辦理供應公教人員日常生活必需品的業務；10月，全聯社轉民營化，由元利建設創辦人林敏雄接手成立「全聯實業股份有限公司」，接收全聯社原軍公教福利中心的66家店面，並改為全聯福利中心。
- 2004年8月，併購「公營事業楊梅消費合作社」。
- 2006年7月，併購永琦百貨與日本善美的超市合資的「善美得國際股份有限公司」（善美的超市）。
- 2007年10月，併購臺北農產運銷公司附屬超市系統「臺北農產超市」[16][17]。
- 2009年，門市開始增設販售生鮮商品。
- 2010年12月22日，以新台幣24.6億元標下慶眾汽車位於桃園縣觀音鄉（今桃園市觀音區）觀音工業區的廠房[18]，改裝為觀音物流園區，占地66,315坪[19]。
- 2012年3月1日，觀音物流園區正式啟用。4月1日，高雄市岡山區統倉物流中心正式啟用。8月4日，定位為以時尚平價的新型態品牌「imart」大安延吉店正式開設，店面空間約為345坪，是一般店的2倍大，商品總品項較一般店增2成[20][21]。首次年營收名次打敗家樂福，成為臺灣量販超市業營業額第一名[22][23]。同年，加入全日本超級市場協會（日语：オール日本スーパーマーケット協会）（AJS），成為該協會第一個海外會員。
- 2014年7月5日，接手部分全買大賣場／生鮮超市店址，開設加強生鮮、熟食商品的新型態二代店[24]。
- 2015年11月12日，以新臺幣4.5億元收購味全旗下的松青超市99.59%股權（包含松青商標、店內設備等），同年12月31日完成交易[25][26]。
- 2016年1月1日，梧棲物流園區正式營運。1月27日，中華民國公平交易委員會通過松青超市及全聯福利中心結合案[27]。
- 2018年6月8日，收購景岳生物科技旗下蛋糕烘焙連鎖店白木屋食品[28]。6月，於台北市開設第一間小型店「全聯mini輕超市」，營業面積約80至100坪，約為一般店型的一半，展店定位為都會區商圈及社區店。[29]
- 2020年9月24日，成立子公司全支付電子支付股份有限公司。
- 2021年10月22日，宣布將收購歐尚集團及潤泰集團所持有大潤發量販股權，包含自有土地及建物、門市經營權及自有品牌[30]，未來將名稱不變，維持雙品牌經營。[31]
- 2022年7月15日，公平會決議通過全聯併購大潤發案，但附加7項條件負擔。[32]自此全聯集團旗下同時經營有量販店（大潤發）及超市（全聯福利中心）兩種零售業態。
- 2025年3月28日，全聯宣佈量販店大潤發於第三季更名為大全聯，並將大潤發併入全聯，全聯為存續公司，未來大潤發的員工和會員將由全聯概括承受，而今年將於IKEA桃園店併設的桃園青埔店，將會是全台第一間以大全聯的品牌開出之新設分店。2025年8月1日起，量販店大潤發全台門市更名為「大全聯」[33]。

## 事件
- 1998年10月，「全聯實業股份有限公司」成立，由林敏雄之弟蔡慶祥擔任首任總經理[34]。
- 1999年9月21日，臺灣發生921大地震，全聯福利中心南投埔里店、臺中霧峰店、臺中東勢店受災，全聯實業董事長林敏雄指示開倉賑災。
- 2011年，全聯福利中心與華泰商業銀行合作推出聯名金融卡。
- 2011年10月14日，開始販賣報紙[35]，並啟動電子發票。
- 2012年，引進日本「生活良好」品牌商品。
- 2013年5月，全聯實業總部遷至臺北市中山區敬業四路33號（全聯實業大樓，近大直美麗華百樂園商圈），林敏雄旗下的全聯實業、元利建設與華泰商業銀行都遷入；土地是向農田水利會承租30年，建案由全聯實業興建規劃，華泰商業銀行與元利建設向全聯實業繳納租金[36]。
- 2014年，全聯開放中國信託商業銀行信用卡刷卡服務。
- 2014年1月6日，延攬前統一超商總經理徐重仁擔任全聯總裁[37][38][39]。
- 2015年，開放悠遊卡、一卡通使用。
- 2016年，首次舉辦印花集點換購雙人牌刀組活動；推出友善土地生態商品「老鷹紅豆」。
- 2016年2月16日，前統一超商營運長謝健南接任全聯福利中心執行長[40]。
- 2017年7月1日，徐重仁因個人生涯規劃宣佈退出全聯經營決策，9月總裁職缺由謝健南接任[41][42]。
- 2018年12月，全聯福利中心於台北萬豪酒店舉辦全聯20周年國際論壇「決戰未來 叩關零售新殿堂」，並與天下文化出版第一本企業書《全聯：不平凡的日常》（謝其濬採訪整理）。
- 2019年12月28日，全聯福利中心第1,000家分店「中和新生店」開幕，為首家美式風格店型[43]。
- 2020年9月，拿下國防部陸軍服裝供售站委商經營案，訂單金額達新台幣52億8959萬元，履約自2020年9月到2023年底。[44]
- 2020年9月26日，首間結合無印良品專區的全聯店中店門市嘉義興業西店開幕。[45][46]
- 2022年9月1日，正式推出「全支付」(PXPay Plus)電子支付。
- 2022年12月21日，大潤發量販正式納入全支付使用範圍。
- 2023年1月13日，全聯福利中心與旗下量販店品牌大潤發共同推出首個集點活動彼得兔。
- 2024年6月25日，全聯宣布，旗下PX Pay會員破1,000萬人，而全支付會員也即將挑戰500萬人[47]。

## 衍生

### 福利卡
- 2008年3月，首次展開會員制度，推出「全聯福利卡」，憑卡購物享有卡友優惠服務活動，退貨需攜帶福利卡及統一發票[48]。
- 2012年起，全聯福利中心發展出「全聯物資銀行－愛心福利卡」社福模式，透過食物銀行發放愛心福利卡，提供弱勢家庭每月1000元儲值金，供其弱勢家庭選擇自己所需的物資，預計投入近四千萬資源，目標發卡量超過7000張，受惠人數將多達近4萬人[49]。
- 2014年2月18日，福利卡紅利點數改為可永久使用[50]。
- 2018年，福利卡首次改版。

### 數位支付PX PAY、全支付PX Pay Plus
- 2019年正式推出PXPay App提供多家信用卡綁定支付，並同步推出數位福利卡
- 2022年8月24日上線，2022年9月1日正式推出全支付PX PAY+，並新增多家支付通路。將成為新的多通路數位支付工具。 全支付上線兩個月即突破200萬會員。

全支付合作通路品牌八方雲集、台灣屈臣氏、仁愛眼鏡、全國電子、城市車旅停車場
，全支付是繼LINE Pay、街口支付、台灣Pay、Pi 拍錢包、OPEN錢包、橘子支付、悠遊付、全盈支付等後新升級的多方支付工具。

### 吉祥物
- 2015年1月29日，發表第一代吉祥物「福利熊」[51]。

### 廣告
- 2006年10月，推出由奧美廣告製作的電視廣告《豪華旗艦店篇》，「全聯先生」首次登場[52]。
- 2006年11月7日，第29屆時報廣告金像獎頒獎典禮在中視攝影棚舉行[53]，奧美廣告製作的全聯福利中心電視廣告《找不到篇》獲得影片（電視）類商品別通路服務項金像獎，奧美廣告製作的全聯福利中心平面廣告《購物籃篇》、《收銀台篇》獲得平面類商品別通路服務項金像獎[54][55]。
- 2012年11月，推出《我的夢想》系列電視廣告，打出新口號「買進美好生活」。
- 2015年，全聯形象廣告「全聯經濟美學」引發話題，甚至引發中國重量級量販「天貓超市」跟風抄襲爭議。
- 2018年8月6日，推出中元節廣告「2018全聯福利中心中元感恩月－青年篇」[56][57]，但因影片裡所採訪的「好兄弟」演員，其外型、衣著、鏡子所反映的年代（民國70年），以及為該男子所創的IG專頁帳號「Allen Chen」中，資料為1950年1月出生，1968至1972年就讀台灣大學等線索，與台灣白色恐怖的政治受難者陳文成不謀而合，使該廣告遭質疑是在影射陳文成命案。[58]因廣告遭質疑影射陳文成，全聯福利中心於廣告播出後當晚火速下架[59]。全聯福利中心與奧美廣告共同發佈聲明稿，表示「廣告以感念先人為創意發想，創意手法運用虛擬人物現身，向參與中元普渡的台灣民眾致意」，「影片中的人物設定並未取材、影射特定的真實人士。全聯是全民的超市，一向不觸碰政治議題，期盼各界不要過度聯想。而考量廣告造成社會大衆反應，故即日起全聯將此次中元廣告全數停播」[58]。8月7日（廣告下架隔日），全聯於其官方Youtube頻道再度上傳廣告影片，並與奧美集團共同發新聞稿，表示「真相和初衷有讓大眾知道的必要」，本次完整上傳三支系列影片（分別是早期曾受日治時期教育說日語的媽媽、操外省口音的眷村伯伯以及講台語的知識青年），強調廣告理念是傳遞「感恩」與「感念」的價值觀。

### 音樂活動
- 2013年10月11日，全聯福利中心慶祝15周年，將首度在大佳河濱公園舉辦Rock N Run路跑活動，並結合搖滾音樂祭，請來猴子飛行員、何欣穗、蕭賀碩、宇宙人、許哲珮等11個組合輪流開唱[60]。
- 2014年7月26日，全聯福利中心為慶祝全台最大，占地兩千坪的全聯嘉義榮昌店開幕，舉辦妖怪搖鬼音樂節，現場有由全聯先生、貞子、傑森共組的全聯弄鬼樂團，還有知名地下樂團Hi Jack、Flux、那我懂你意思了等接力開場，另有地獄怪客DJ秀，以及嗨翻全場的MP魔幻力量、八三夭樂團、旺福樂團，女神郭書瑤及回聲樂團、MATZKA輪番上陣，在子時鬼門開時，邀請大家一起加入千人殭屍跳派對，一起跳開鬼門開起感恩月，HIGH翻嘉義。
- 2018年8月，全聯福利中心20周年慶，首次冠名贊助「超犀利趴9」，戶外舞台「全聯X SUMMER STAGE」於台北小巨蛋南廣場免費加碼開趴。

### 相關組織
- 2006年3月31日，「財團法人全聯蔡慶祥基金會」成立。2010年8月，更名為「財團法人全聯慶祥慈善事業基金會」。
- 2011年12月，「財團法人全聯佩樺圓夢社會福利基金會」成立。
- 2015年11月23日，「財團法人全聯善美的文化藝術基金會」成立；2016年3月30日，全聯福利中心旗下的「財團法人善美的文化藝術基金會」與中華民國文化部簽約，接手國立傳統藝術中心經營權[61]，2017年1月27日，全新的宜蘭傳藝中心重新開幕，開幕當日即吸引7,000人次入園。

## 爭議
- 曾有前員工爆料，全聯福利中心超時工作，加班不給加班費，店內盤點到隔天凌晨也是無薪水的，且已經淪為常態[62][63]。
- 2014年10月24日，全聯福利中心新北市新莊區西盛分公司蘇姓店經理遭離職員工爆料過期肉品過期換標籤，新北市衛生局表示違規事件明確，已移送檢調單位調查[64]。
- 2014年5月7日，統一超商前總經理徐重仁於2013年出任全聯福利中心總裁，預計2017年前展店一千家門市，2014年5月6日全聯宣布大舉徵才，將招募1200位門市人員和儲備幹部，起薪二萬三千多元起[65]。2014年平均月薪36,673元[66]。
- 2017年4月11日，徐重仁在新書發表會上的部分言論引發網友熱議與撻伐[67]，甚至有網友在臉書發起抵制全聯的活動[68]。
- 2017年5月2日，全聯促銷雅方冰淇淋推出買一送一方案，被發現是原價65元調高為113元[69]。
- 2017年5月23日，導演吳念真在臉書發文，質疑全聯福利中心未經同意、擅自取用他的照片大打端午節廣告[70]。
- 2017年8月13日，全聯福利中心北屯二店傳出羅姓員工在本年五一勞動節因職災過世，全聯不願意出示亡者錄影帶，遭到網友發動抵制運動[71]。
- 2018年8月，全聯福利中心因「中元節行銷活動」而引發公關危機，主因是其宣傳內容影射因台灣政治動盪而過世的陳文成。
- 2019年10月，綠色和平首次發布 「臺灣零售通路企業減塑評比報告」，九家零售企業企業包含（依字首筆畫排序）：大潤發量販店、 好市多、全家便利商店、全聯福利中心、美廉社、家樂福（含量販店與便利購）、統一超商、頂好超市、愛買量販店，沒有一家合格。後續與各零售通路積極展開對話，請企業提出具體減塑計畫[72]。
- 2020年1月25日，全聯販售福袋因抽獎序號有16萬組故採取每個單位一組球池，但「萬位數」球池僅放入0號~6號球故導致「070000~099999」三萬份序號一開始就不可能抽到熱氣球與汽車頭獎。而危機處理是在沒有直播的情況下針對此三萬組序號加抽五組熱氣球獎項但依舊損失參與抽頭獎的權利[73]。
- 2020年3月，綠色和平在臺北、高雄、臺中三地展開向大眾展示如何以無塑的型態經營商店，讓消費者了解到超市減塑的可行性的「無塑示範店」中，蒐集到 4,645 位民眾親筆寫下給零售企業的明信片，並已遞交至指定的零售企業總部，傳遞民眾希望企業帶頭減塑的決心。[74]。
- 2020年7月，發布2019年企業社會責任績效報告書，報告中指出減塑行動的減塑目標⑴每年減塑 25% 以上。2019 年預計可減少塑膠噸數達 829 噸。⑵至2021年蔬果將100%不使用塑膠盒包裝，裸賣蔬果可達到 50%。[75]。
- 2020年10月，綠色和平第二次發布 「臺灣零售通路企業減塑評比報告」，全聯居冠但仍不及格，全聯超市雖承諾「2021年蔬果裸賣達到 50%」，但並未有更具體的執行方式。[76]。
- 2021年2月，賣不完的麵包，主管暗示要工讀生自己買下，全聯表示僅屬「部分分店管理疏失」，未來會再落實內部宣導並加強管理。[77]
- 2022年1月，多家全聯分店傳出分店主管制訂每天販售咖啡業績配額，如果未達銷售目標就要基層員工分攤購買未達標的咖啡杯數，全聯表示應是單店管理未周全，會再加強內部溝通。[78]

## 工安意外
- 2024年12月19日，全聯旗下生鮮處理廠「台灣善美的」公司，位於台中市大肚區沙田路興建中的倉儲發生火警，台中市消防局派遣轄區分隊共計19個單位，出動各式消防車輛40輛與消防人員107名前往搶救，現場8692坪建物全面燃燒，臺中市政府警察局烏日分局也出動警力管制道路，整起大火總共造成9死8傷[79]。地方政府針對施工單位，依《建築法》、《職業安全衛生法》勒令停工限期改善並裁罰，也將依違反《空氣污染防制法》加重處分，後續將依消防局火場鑑定報告，釐清究責[80]。全聯聲明：「有關台中大肚倉儲失火，由於此為尚未完工之新廠房，目前未正式啟用，因此並無全聯員工於廠內工作；進一步了解，目前負責施工之廠商正在進行空調搭設作業，至於起火原因，全聯將盡力協助營建廠商配合消防局調查釐清」[81]。

## 外部連結
- 全聯福利中心 （页面存档备份，存于）（繁體中文）
- 全聯福利中心的Facebook專頁（繁體中文）
- 全聯福利中心的Instagram帳戶
- YouTube上的pxmartchannel頻道（繁體中文）